# Marcin Przewrocki
Marcin Przewrocki (ur. 16 grudnia 1877 w Zarzeczu koło Przeworska, zm. 25 stycznia 1924 w Skoromochach) – polski polityk, samorządowiec, poseł na Sejm Ustawodawczy oraz I kadencji w okresie II Rzeczypospolitej.

## Życiorys
Ukończył szkołę ludową. Przewodniczący kółka rolniczego, wójt gminy Zarzecze, kasjer w kasie Raiffeisena. Działał w Polskim Stronnictwie Ludowym, od 8 marca 1908 zasiadał w Radzie Naczelnej tej partii. Po rozłamie w PSL członek PSL Lewicy, od 5 kwietnia 1914 członek Rady Naczelnej ugrupowania. W czasie I wojny światowej w austriackim 90. pułku piechoty. Przez dziewięć i pół miesiąca był więziony przez Austriaków w Thalerhofie oraz przez miesiąc w areszcie policyjnym w Jarosławiu. Po 1918 działacz PSL „Piast”. 
Od 1919 poseł na Sejm Ustawodawczy, a następnie I kadencji. W 1919 uzyskał mandat z listy PSL „Piast” w okręgu wyborczym nr 45, a w 1922 w okręgu wyborczym nr 51 (Lwów) i w okręgu wyborczym nr 55 (Złoczów) – mandat piastował z okręgu nr 51.